# Zaragoza (Tabasco)
Zaragoza es una localidad del municipio de Balancán ubicado en la subregión de los Ríos del estado mexicano de Tabasco.

## Geografía
La localidad se ubica a 28.5 kilómetros (en dirección este) de la localidad de Balancán de Domínguez, la cabecera y lugar más poblado del municipio. Se sitúa en las coordenadas geográficas 17°43′17″N 91°16′58″O / 17.721389, -91.282778, a una elevación de 41 metros sobre el nivel del mar.

## Demografía
Según el Conteo de Población y Vivienda 2020, efectuado por el Instituto Nacional de Estadística y Geografía, la localidad de Zaragoza tiene 39 habitantes, de los cuales 18 son del sexo masculino y 21 del sexo femenino. Su tasa de fecundidad es de 2.28 hijos por mujer y tiene 13 viviendas particulares habitadas.
| Gráfica de evolución demográfica de Zaragoza entre 1995 y 2020 |
|                                                                |
| INEGI.                                                         |